# Hers-Mort
Hers-Mort – rzeka we Francji, przepływająca przez tereny departamentów Aude oraz Górna Garonna, o długości 89,3 km. Stanowi prawy dopływ rzeki Garonny.